# Kim Buss
Kim Buss (* 14. Dezember 1986 in Köln) ist eine deutsche Badmintonspielerin und zugleich auch Mathematiklehrerin an der Leonardo Da Vinci Sekundarschule in Overath. 

## Karriere
Kim Buss wurde 2005 deutsche Juniorenmeisterin im Dameneinzel. 2011 gewann sie bei den Erwachsenen Silber im Damendoppel. 2011 siegte sie ebenfalls bei den europäischen Hochschulmeisterschaften im Einzel. In der Saison 2005/2006 und in den Jahren von 2009 bis 2012 spielte sie in der 1. Bundesliga.

## Vereine
- TV Refrath (1993–2005)
- SC Union 08 Lüdinghausen (2005/2006)
- TV Refrath (seit 2006)

## Sportliche Erfolge
| Saison    | Veranstaltung                                    | Disziplin   | Platz | Name                                                      |
| --------- | ------------------------------------------------ | ----------- | ----- | --------------------------------------------------------- |
| 2000/2001 | Deutsche Einzelmeisterschaft U15                 | Damendoppel | 3     | Monja Giebmanns / Kim Buss (TV Refrath)                   |
| 2002/2003 | Deutsche Einzelmeisterschaft U17                 | Mixed       | 5     | Robert Nysten (1. BV Mülheim) / Kim Buss (TV Refrath)     |
| 2002/2003 | Deutsche Einzelmeisterschaft U17                 | Damendoppel | 3     | Monja Giebmanns / Kim Buss (TV Refrath)                   |
| 2002/2003 | Deutsche Einzelmeisterschaft U17                 | Dameneinzel | 3     | Kim Buss (TV Refrath)                                     |
| 2003/2004 | Deutsche Einzelmeisterschaft U19                 | Damendoppel | 3     | Kim Buss / Monja Giebmanns (TV Refrath)                   |
| 2004/2005 | Deutsche Einzelmeisterschaft U19                 | Damendoppel | 2     | Kim Buss / Monja Giebmanns (TV Refrath)                   |
| 2004/2005 | Deutsche Einzelmeisterschaft U19                 | Dameneinzel | 1     | Kim Buss (TV Refrath)                                     |
| 2010/2011 | Deutsche Einzelmeisterschaft                     | Damendoppel | 2     | Kim Buss / Claudia Vogelgsang (TV Refrath / BC Viernheim) |
| 2011      | Europäische Hochschulmeisterschaft               | Dameneinzel | 1     | Kim Buss                                                  |
| 2012      | European University Games (Teamwettbewerb)       | Mannschaft  | 2     | Kim Buss / Team Universität Duisburg Essen                |
| 2012      | European University Games (Individualwettbewerb) | Mixed       | 1     | Kim Buss / Alexander Roovers                              |
| 2012      | European University Games (Individualwettbewerb) | Damendoppel | 1     | Kim Buss / Inken Wienefeld                                |